# نيكولا رييس

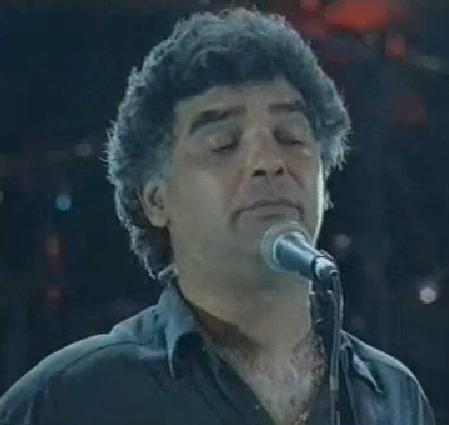
نيكولا رييس في احدي الحفلات

نيكولا رييس (Nicolas Reyes) (من مواليد 22 نوفمبر/تشرين الثاني 1958) هو المغني الأساسي وعازف الإيتار في فرقة جيبسي كينغز (Gipsy Kings).يغني بأسلوب فلامنكو (Flamenco) ورومبا (Rumba) واختلاطهما و«فلامنكو-روك». اشتهر بصوته العاطفي الأجش وبغناء أنجح أغاني الفرقة Hotel California ،Djobi Djoba ،Bamboleo وغيرها. وهو من الأصل غجري إسباني كسائر أعضاء الفرقة.

## السيرة الذاتية
نيكولا هو الابن الثالث والأوسط لمغني الفلامنكو خوسيه رييس؛ شقيقا نيكولا الأكبر هما بابلو (Pablo) وكانوت (Canut) وشقيقاه الأصغر هما باتجاي (Patchai) وأندريه (Andre) (وجميعهم من أعضاء الفرقة الناشطين ). لنيكولا ابن اسمه جورج (Georges) (من مواليد 1975) وهو يشارك كذلك في الفرقة. نيكولا يعيش في جنوب فرنسا حيث يقيم سائر أعضاء الفرقة مع عوائلهم.
نيكولا يتكلم باللغتين الإسبانية والفرنسية ويغني فقط بالإسبانية.
هو أعسر.

## وصلات خارجية
- نيكولا رييس على موقع ميوزك برينز (الإنجليزية)
- نيكولا رييس على موقع ديسكوغز (الإنجليزية)
- كلمات الأغاني
- مقابلة مع نيكولا رييس (النص باللغة الإنكليزية)
- مقابلة مع التلفزيون الفرنسي TV 5 الجزء 1 (بالفرنسية) على يوتيوب
- مقابلة مع التلفزيون الفرنسي TV 5 الجزء 2 (بالفرنسية) على يوتيوب